# Иеноам
Иеноам (ивр. ינועם‎) — место в древнем Ханаане, или в Сирии, известное из древнеегипетских царских источников со времен Тутмоса III до Рамсеса III. Одним из таких источников является стела Сети, в Бейт-Шеане. Другой – стела Мернептаха.

## Расположение
Местоположение Йеноама является предметом догадок. Рекомендуемые версии включают:
- Телль Шихаб в долине Ярмук на юге Сирии:
- Телль Нааме (Na'ameh) в долине Хула,
- Телль Наам (эн-Наам) возле Явнеэля
- Телль Убейдия в долине реки Иордан.

Он был предварительно связан с библейским городом Яноха (иврит: ינוח, латинизированный: ynwḥ).